# АБ (электроагрегаты)

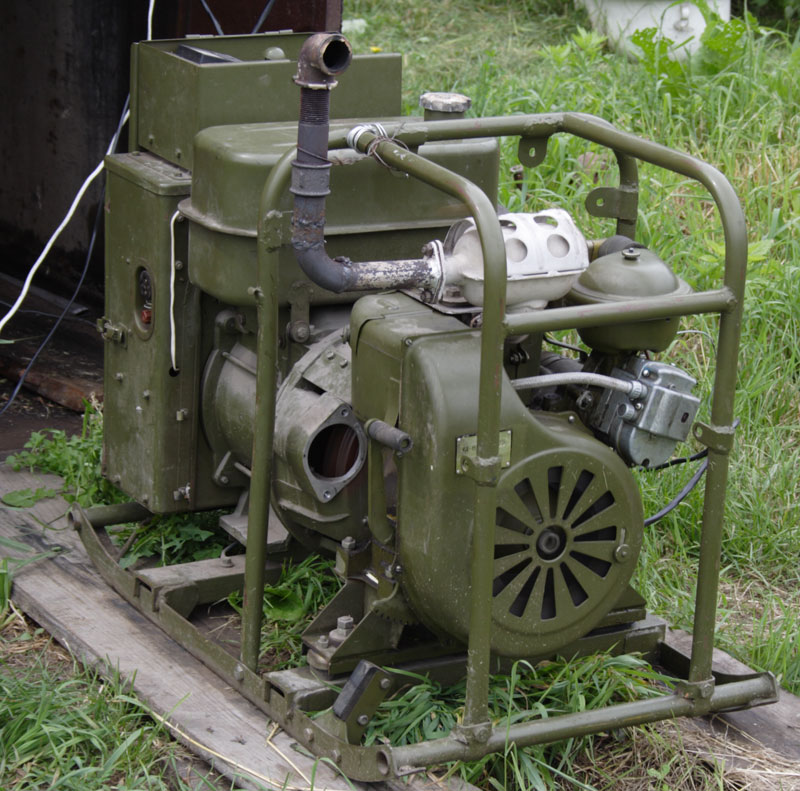
Агрегат АБ-2-Т/230-М3 с двигателем УД-15Г

АБ (агрегат бензиноэлектрический) — марка передвижных источников электрической энергии с первичным двигателем, работающим на бензине.
Агрегаты типа АБ включают в себя бензиновый двигатель внутреннего сгорания, электрический генератор, блок аппаратуры, блок приборов, раму, бензобак, кожух.
Электроагрегаты серии АБ применялись и применяются в армии и народном хозяйстве для снабжения электроэнергией потребителей в тех местах, где отсутствуют электрические сети, при перебоях в энергоснабжении.
Агрегаты серии АБ входят в комплект передвижных механических мастерских, передвижных киноустановок.
Система обозначений агрегатов серии АБ
АБ-1-2/3 -М4
где
АБ — агрегат бензиноэлектрический
1 — число, указывающее номинальную мощность в кВт;
2 — литера, указывающая тип вырабатываемого тока О — переменный однофазный с частотой 50 Гц, Т — переменный трёхфазный с частотой 50 Гц, П — постоянный ток;
3 — число, указывающее номинальное напряжение (для трёхфазных — межфазное, линейное напряжение);
4 — номер модификации (не обязательно).
Пример АБ-2-Т/230-М3 — агрегат бензиноэлектрический, номинальная мощность 2 кВт, тип тока — переменный трёхфазный с частотой 50 Гц, фазное напряжение 127 В (линейное 230 В), третья модификация. Питает при напряжении 127/220 вольт трёх потребителей равно распределённой нагрузкой до 0,7 кВт каждого.
В России для обозначения бензиноэлектрических агрегатов и бензиновых электростанция сохранена вышеуказанная система обозначений.
Все агрегаты серии АБ производства СССР имели генератор унифицированной серии ГАБ (Генератор Агрегата Бензиноэлектрического), обозначение которого совпадало с обозначением агрегата. Генераторы серии ГАБ различной мощности имели одинаковое устройство и отличались габаритными размерами и намоточными данными. Генераторы ГАБ для однофазных агрегатов представляли собой однофазную синхронную электрическую машину с начальным возбуждением от постоянных магнитов и рабочим возбуждением от обмотки, находящейся в роторе. В статоре размещались две обмотки: силовая — для питания потребителей и дополнительная — для питания обмотки возбуждения. Похожее устройство имели генераторы ГАБ для трёхфазных агрегатов, которые отличались тем, что силовых и дополнительных обмоток было по три. Иное устройство имели генераторы ГАБ агрегатов постоянного тока. Они представляли собой коллекторную электрическую машину.
В агрегатах производства России кроме генераторов ГАБ применяются также генераторы ГС, отличающиеся бесконтактным питанием обмотки возбуждения, а также генераторы зарубежного производства.

## Модели электроагрегатов типа АБ, выпускавшиеся в СССР
В СССР выпускались следующие агрегаты серии АБ
С двигателями СД-60Б/Э1
- АБ-0,5-О/127
- АБ-0,5-О/230
- АБ-0,5-П/115
- АБ-0.5-П/30

С двигателями 2СД
- АБ-1-О/230
- АБ-1-Т/230
- АБ-1-П/30
- АБ-1-П/115

С двигателями УД-1, УД-15
- АБ-2-О/230
- АБ-2-Т/230
- АБ-2-П/115

С двигателями УД-2, УД-25
- АБ-4-О/230
- АБ-4-Т/230
- АБ-4-Т/400
- АБ-4-П/115

С двигателями «Москвич-407»
- АБ-8-Т/400
- АБ-8-Т/230
- АБ-8-П/115

С двигателями «ГАЗ-20», «ГАЗ-331»
- АБ-16-Т/400
- АБ-12-Т/230(400)

С двигателями ГАЗ-53
- АБ-32-Т/400

С двигателями ЗИЛ-130
- АБ-60-Т/400

## Электроагрегаты типа АБ, выпускаемые в России
В связи с расширением в последнее время типажа бензиновых двигателей, выпускаемых в России, типаж агрегатов типа АБ также расширен. В ряде агрегатов применяются двигатели зарубежного производства. Выпуск агрегатов бензиноэлектрических мощностью свыше 16 кВт прекращён, так как по экономическим показателям они уступают агрегатам дизель-электрическим (агрегаты АД).